# Biodisponibilidad

Área bajo la curva

La biodisponibilidad es un concepto farmacocinético que alude a la fracción y la velocidad a la cual la dosis administrada de un fármaco alcanza su diana terapéutica (canales, transportadores, receptores, siendo estas macromoléculas proteicas), lo que implica llegar hasta el tejido sobre el que actúa. Esta cuantificación, necesaria para dar operatividad al concepto, es prácticamente imposible de hallar en las personas. Por ello, se considera equivalente a los niveles alcanzados en la circulación sistémica del paciente. Así pues, en la práctica, la biodisponibilidad es el porcentaje de fármaco que aparece en plasma. De esta forma, la concentración plasmática del fármaco adquiere el valor máximo posible; es decir, la unidad y la biodisponibilidad se calcula para cada vía por 
En donde {\displaystyle B} es la biodisponibilidad, {\displaystyle ABC} el área bajo la curva de la vía problema a determinar y de la vía intravenosa, y {\displaystyle D} la dosis administrada en la vía intravenosa y en la vía problema a determinar. 
Esta determinación de la biodisponibilidad, recibe el nombre de biodisponibilidad absoluta. Sin embargo, hay fármacos que no permiten la comparación con una dosis intravenosa. En estos casos la biodisponibilidad se calcula frente a valores conocidos que se consideran estándar de otras presentaciones del mismo fármaco investigado. La fórmula quedaría entonces:
Es lo que se conoce como biodisponibilidad relativa ({\displaystyle B_{R}}).

Una vez conocida la biodisponibilidad de un fármaco, podremos calcular qué modificaciones hay que realizar en su posología para alcanzar los niveles sanguíneos deseados. La biodisponibilidad es, pues, una razón matemática individual para cada fármaco que actúa sobre la dosis administrada. Mediante la fórmula: 
 (en donde {\displaystyle De} es la dosis eficaz, {\displaystyle B} la biodisponibilidad y {\displaystyle Da} la dosis administrada) podemos calcular la cantidad de fármaco en plasma que realmente tiene capacidad para realizar su efecto.
Así, si tenemos un fármaco cuya biodisponibilidad es de 0,8 (o del 80 %) y se administra una dosis de 100 mg, la ecuación se resolvería:
Este concepto depende de otra serie de factores, como son:

## Forma galénica
La forma galénica utilizada tiene una importancia grande en la biodisponibilidad del fármaco. Tomemos el ejemplo de la digoxina: mientras que el comprimido le confiere una biodisponibilidad del 70 %, el elixir llega al 77 % y la cápsula de gelatina o la administración intravenosa llega al 100 %. El conocimiento de estas constantes nos permite hacer un cálculo adecuado sobre cuando es preciso cambiar una vía de administración. Un ejemplo lo aclara:
Supongamos que un paciente está recibiendo comprimidos de digoxina de 0.25 mg y que por la evolución de su enfermedad presenta problemas para tragar, por lo que hay que cambiarle los comprimidos a elixir. ¿Cómo calculamos la dosis correcta de elixir a administrar? Conociendo lo anterior podemos aplicar la siguiente fórmula:
Donde Dac, es la dosis administrada del comprimido, Bc la biodisponibilidad del comprimido, Dae la dosis administrada de elixir y Be la biodisponibilidad del elixir. Despejando, 
Estas fórmulas no pueden aplicarse a sustancias activas que se administran como profármacos, ya que parte del fármaco puede ser eliminado antes de su activación.

## Forma química del fármaco
Cuando el fármaco no se administra bajo su forma pura o activa, sino por ejemplo bajo la forma de una sal, hemos de conocer qué proporción del fármaco es realmente sustancia activa. Esta constante habrá que incluirla en la fórmula anterior:
donde Q es la constante de pureza del fármaco.

## Vía de administración
Los obstáculos que pone el organismo a la llegada de sustancias extrañas a su interior son diferentes en función del tejido que se valora. Evidentemente, la absorción del fármaco no es igual si se da por vía oral, vía rectal, vía tópica o vía intravenosa. La biodisponibilidad de un fármaco habrá que calcularla de forma individual para cada vía en que pueda utilizarse el mismo. Sin embargo, y sobre todo en el caso de la administración intravenosa, cuya biodisponibilidad se considera axiomáticamente de valor 1, hay un nuevo factor a incluir: la velocidad de administración, que es la velocidad a la cual el fármaco absorbido alcanza la circulación sistémica. Este concepto se incorpora a la fórmula anterior mediante una constante: ({\displaystyle \tau }). La fórmula quedaría:
En este punto es necesario aclarar que se entiende por circulación sistémica a aquella que va desde el corazón a los tejidos. Esto es importante tenerlo en cuenta, ya que cuando se administra un fármaco por vía oral, al absorberse en el intestino, viaja a través de la vena porta hasta el hígado, donde puede sufrir un primer proceso de metabolización y de aquí hasta el corazón. Evidentemente, este proceso presenta una velocidad de administración más lenta que la administración directamente en vena del fármaco, la cual será a su vez más lenta que la administración intraarterial.

## Estabilidad del fármaco
Los fármacos son sustancias químicas con sus propiedades inherentes. Así, podemos encontrar sustancias de naturaleza ácida o básica y dentro de ellas ácidos fuertes o débiles y bases fuertes o débiles. La diferencia es que tanto ácidos como bases débiles tienen una alta capacidad de ionización. Esto es importante debido a que las formas no ionizadas suelen ser más liposolubles y, por tanto, tendrán capacidad de atravesar las membranas celulares, mecanismo indispensable tanto para la absorción como para la excreción. Por el contrario, las formas ionizadas suelen ser más hidrosolubles, y por eso presentan alta dificultad para atravesar las membranas celulares. No obstante, hay una parte de la sustancia que a pesar de no estar ionizada no consigue atravesar las membranas, mientras que también hay una parte que estando ionizada sí lo consigue. 
El pKa de una sustancia es el pH al que una sustancia tiene la mitad de sus moléculas ionizadas y la otra mitad sin ionizar. Es una situación estable que nos da información sobre la capacidad del fármaco para atravesar de forma pasiva las membranas. La fórmula para calcular el pKa (conocida como ecuación de Henderson-Hasselbach) incluye el pH del medio, ya que en un medio ácido las bases débiles se encuentran muy ionizadas, mientras que en un medio alcalino son los ácidos débiles los que se encontrarán ionizados. Fisiopatológicamente, esto es importante, ya que podemos modificar, dentro de ciertos márgenes, el pH ambiental para favorecer la absorción de un fármaco (por ejemplo, tomarlo en ayunas o tras la comida) o la eliminación del mismo (alcalinizando o acidificando la orina).

## Metabolización
El grado de metabolización que sufre el fármaco antes de alcanzar la circulación sistémica es otro de los factores a tener en cuenta para la valoración de la biodisponibilidad. Hay fármacos que sufren un alto índice de metabolización en su primer paso por el hígado (metabolismo de primer paso) de tal manera que incluso alguno que teóricamente puede utilizarse por vía oral, se descarta su uso debido a la poca disponibilidad alcanzada después del metabolismo de primer paso (lidocaína).